# Gotthard Wilhelm von Budberg
Gotthard Wilhelm von Budberg, född 31 augusti 1644, död 31 mars 1710, var en svensk friherre och militär.
von Budberg blev volontär vid livländska regementet 1665, fänrik där samma år, löjtnant 1670, kapten vid August Fredrik av Holsteins regemente till fot i Stettin 1674, major där 1676, överstelöjtnant där 1677 och vid Åbo läns infanteriregemente 1679. Han var överste och chef för Karelska infanteriregementet 1686 och 1687–1710 chef för Nylands infanteriregemente. von Budberg var vice guvernör i Riga och kommendant i Dünamünde; han uppgav 15 mars 1700 fästningen mot fritt avtåg. Tillsammans med sina två bröder upphöjdes han 1693 i friherrligt stånd och introducerades på svenska riddarhuset samma år. von Budberg var även lantmarskalk i Livland.
Gotthard Wilhelm von Budberg var son till lantrådet överste Gotthard Wilhelm von Budberg och Anna von der Pahlen samt bror till Gotthard Johan och Leonhard von Budberg.